# همه ترس‌هایش
همه ترس‌هایش (انگلیسی: Her Every Fear) یک رمان مهیج تعلیق انگیز نوشتهٔ پیتر سوانسون است که در سال ۲۰۱۷ منتشر شد.